# Gloster Gannet
El Gloster Gannet fue un avión ligero monoplaza y monomotor construido por la Gloucestershire Aircraft Company Limited de Cheltenham, Reino Unido, para competir en las Pruebas de Lympne de 1923. Problemas en el desarrollo del motor le impidieron participar.

## Diseño y desarrollo
En 1923, el Real Aero Club (RAeC) organizó lo que fue conocido como pruebas de aviones ligeros de Lympne, en honor al aeródromo donde estaban ubicados, aunque el RAeC se refería a los aviones competidores como planeadores motorizados. La intención era desarrollar una aviación privada económica, por lo que el tamaño del motor se limitó a 750 cc con consecuencias inmediatas para el tamaño y el peso de la aeronave. Varios patrocinadores ofrecieron premios atractivos, en particular el total de 1500 libras esterlinas donado conjuntamente por el duque de Sutherland y el Daily Mail. El evento tuvo lugar del 8 al 13 de octubre de 1923.
El Gannet era el participante previsto por Gloster. Era un pequeño biplano de un solo vano, uno de los aviones más pequeños construidos en Gran Bretaña. Estaba propulsado por un motor Carden especialmente diseñado de dos tiempos, refrigerado por aire, de dos cilindros verticales, de exactamente 750 cc.
Las alas gruesas se basaban en un par de largueros de sección en I de abeto con costillas de abeto y arriostramientos internos mediante cable. La sección interior y los soportes interplanares eran de tubo de acero aerodinámico; los alerones estaban ubicados en las alas superiores e inferiores. Los aviones de Lympne estaban destinados al propietario privado, para quien el transporte y el almacenamiento podían ser un problema importante, por lo que las alas del Gannet estaban articuladas en el larguero trasero para que pudieran plegarse hacia atrás a lo largo del fuselaje. Ambos bordes de salida de la sección central del ala se plegaban para permitir el plegado de la misma; la sección superior también se plegaba para facilitar el acceso a la cabina. El depósito de combustible de 9,1 litros estaba en la sección central superior.
El fuselaje fue construido alrededor de larguerillos de fresno, con laterales de contrachapado y las partes superior e inferior de tela. El tren de aterrizaje estaba unido a la sección central mediante un par de puntales en forma de V, tenía un solo eje e, inicialmente, ruedas muy pequeñas.
Desafortunadamente para Gloster, el motor Carden no había tenido tiempo para un desarrollo adecuado y problemas de sobrecalentamiento y lubricación impidieron que el Gannet volara en Lympne, aunque estaba presente, registrado como G-EBHU y con el número de pruebas 7. Las evidencias fotográficas muestran que para entonces estaba volando o haciendo recorridos rápidos por tierra, aunque James indica que la primera fecha de vuelo fue el 23 de octubre o el 23 de noviembre.
Al año siguiente, el Gannet fue remotorizado con un motor Blackburne Tomtit de 5,2 kW (7 hp), motor bicilíndrico en V invertido. También estaba equipado con ruedas de mayor diámetro. Parece haber permanecido en condiciones de volar hasta que fue retirado definitivamente del uso el 25 de enero de 1928, pero Gloster no lo inscribió en las otras dos pruebas de aviones ligeros de Lympne celebradas en 1924 y 1926. Apareció en el Salón Aeronáutico de Olympia en 1929 y fue desguazado en 1932.

## Especificaciones (motor Blackburne)
Referencia datos: JamesJames, 1971, p. 96

### Características generales
- Tripulación: Uno (piloto)
- Longitud: 5 m (16,5 ft)
- Envergadura: 5,4 m (17,7 ft)
- Altura: 1,8 m (6 ft)
- Superficie alar: 9,6 m² (102,9 ft²)
- Peso vacío: 149 kg (328,4 lb)
- Peso cargado: 208 kg (458,4 lb)
- Planta motriz: 1× motor en V invertido de 2 cilindros de 698 cc refrigerado por aire Blackburne Tomtit.
  - Potencia: 5 kW (7 HP; 7 CV)
- Hélices: Bipala de madera de paso fijo

### Rendimiento
- Velocidad máxima operativa (Vno): 115 km/h (71 MPH; 62 kt)
- Alcance: 225 km (121 nmi; 140 mi)
- Régimen de ascenso: 0,7 m/s (134 ft/min) para 1220 m (4000 pies)

## Aeronaves relacionadas

### Secuencias de designación
- Secuencia G._ (interna de Gloster): G.1 - G.11 - G.12 - G.14 - G.16 - G.17 - G.18 →